# Rege al Arabiei Saudite

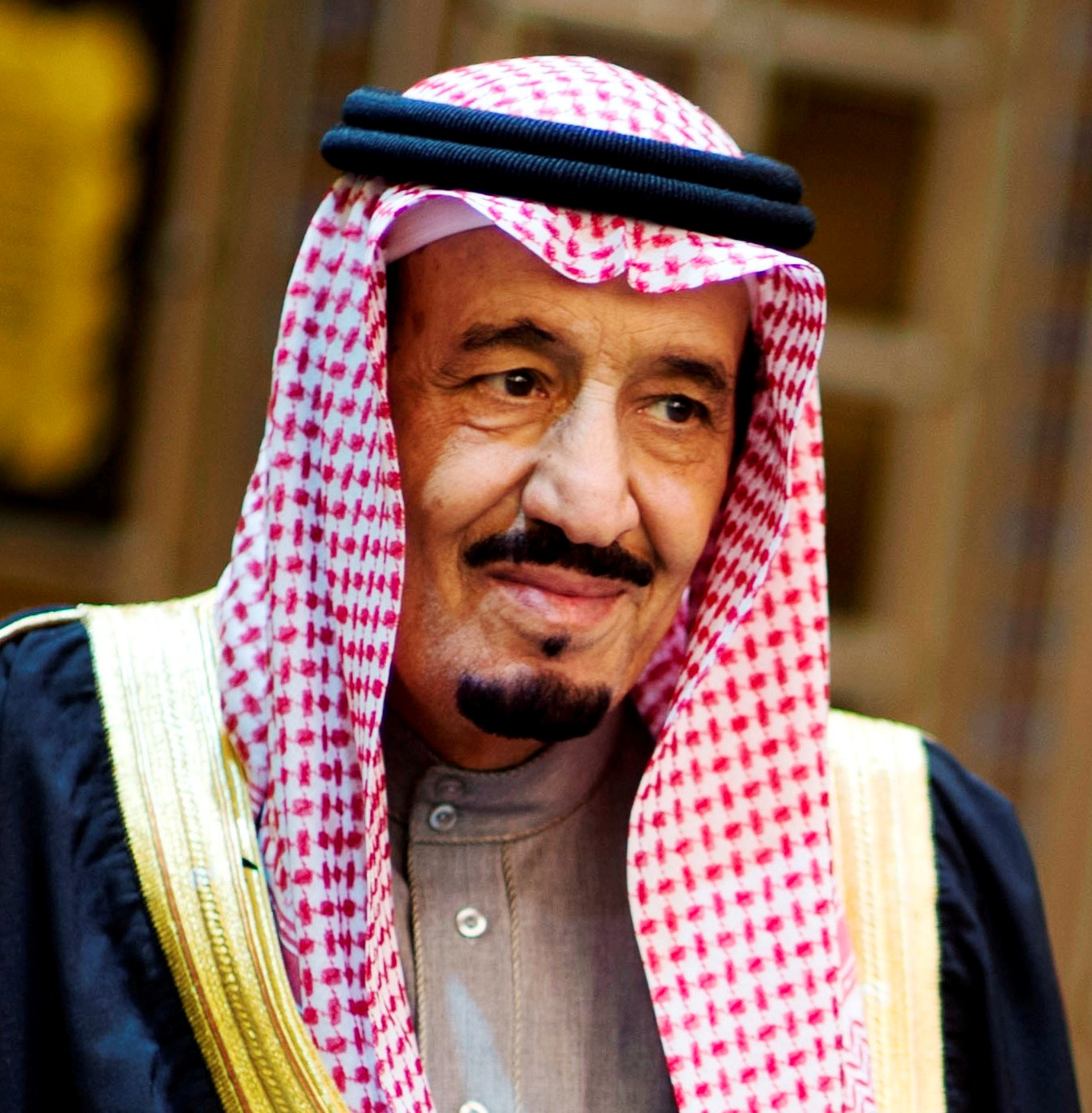
Salman bin Abdulaziz al Saud este actualul rege al Arabiei Saudite.

Regele Arabiei este cea mai importantă funcție din statul saudit. Deținătorul acestei funcții este conducătorul familiei regale saudite, Prim-Ministru și Custode al celor două moschei sfinte.
| Nume                                                                  | Imagine | Început          | Sfârșit          |
| --------------------------------------------------------------------- | ------- | ---------------- | ---------------- |
| Ibn Saud (عبد العزيز آل سعود)                                         |         | 14 august 1932   | 9 noiembrie 1953 |
| Saud (سعود بن عبد العزيز آل سعود)                                     |         | 9 noiembrie 1953 | 2 noiembrie 1964 |
| Faisal (فيصل بن عبدالعزيز آل سعود‎)                                    |         | 2 noiembrie 1964 | 25 martie 1975   |
| Khalid (خالد بن عبد العزيز آل سعود)                                   |         | 25 martie 1975   | 13 iunie 1982    |
| Fahd (فهد بن عبد العزيز السعود‎)                                       |         | 13 iunie 1982    | 1 august 2005    |
| Abdullah (خادم الحرمين الشريفين الملك عبد الله بن عبد العزيز آل سعود) |         | 1 august 2005    | 23 ianuarie 2015 |
| Salman (سلمان بن عبد العزيز آل سعود)                                  |         | 23 ianuarie 2015 | prezent          |